# Đảng Hành động và Đoàn kết
Đảng Hành động và Đoàn kết (tiếng România: Partidul Acțiune și Solidaritate), (viết tắt: PAS) là một đảng chính trị ở Moldova. PAS được sáng lập bởi tổng thống đương nhiệm Maia Sandu. PAS là quan sát viên của Đảng Nhân dân Châu Âu (EPP) và Liên minh Dân chủ Quốc tế (IDU).